# Shum
Chansons représentant l'Ukraine au Concours Eurovision de la chanson
Solovey
(2020)  Stefania
(2022)
Singles de Go_A
Solovey
(2020)
SHUM (en ukrainien : ШУМ (choum), « bruit ») est une chanson du groupe d'électro-folk ukrainien Go_A, sortie dans sa version actuelle le 9 mars 2021.
Cette chanson représente l'Ukraine lors du Concours Eurovision de la chanson 2021 qui prend place à Rotterdam, aux Pays-Bas. Go_A représente son pays lors de la première demi-finale le 18 mai 2021 et lors de la finale le 22 mai 2021, où ils ont terminé 5e du classement.

## Histoire

### Paroles
Les paroles de cette chanson sont une variante de chansons folkloriques ukrainiennes chantées dans un rituel folklorique nommé Shum,. Ce rituel impliquait une sorte de jeu et était exécuté au printemps. Selon certains ethnographes, « Shum » dans cette chanson ferait référence au dieu de la forêt.

### Clip vidéo
Le 22 janvier 2021, Go A présente un clip vidéo pour la chanson sur leur chaîne Youtube. En moins de trois semaines, le clip vidéo atteindra le million de vues. Pavlenko a commenté que ce clip avait été tourné avec une caméra de téléphone portable, et qu'en dépit des apparences le thème du Covid-19 n'était pas voulu. Leur intention était seulement d'expérimenter et de prendre quelques vidéos drôles afin de créer le clip.

### Version de l'Eurovision
Le 9 mars 2021 une nouvelle version de la chanson est dévoilée avec un nouveau clip vidéo. Pavlenko a noté que le groupe a eu du mal à réduire la version originale de la chanson à trois minutes. Alors, plutôt que de le raccourcir, ils ont décidé de proposer un « sequel ». Pavlenko a expliqué que la version originale de Shum n'a pas été écrit en pensant à l'Eurovision et était destiné à leur tournée de concerts après l'annulation de l'édition 2020. Le but du morceau original était de recréer le rituel folklorique lors de concerts en direct avec leur public.
La nouvelle version de la piste, cependant, a été « adaptée » pour l'Eurovision et est basée sur les chansons folkloriques vesnianka. Selon les mots de Pavelnko, il y fallait « une énergie plus positive », puisque la version originale de Shum, qui est basé sur le rituel folklorique, est « un peu tendu ».

## Concours Eurovision de la chanson

### Sélection interne
La chanson a été sélectionné parmi 2 autres envoyé par le groupe pour représenter l'Ukraine au Concours Eurovision de la chanson 2021 le 4 février 2021, après que Go_A ait été sélectionné en interne par le radiodifuseur national Suspilne.

### À l'Eurovision
La chanson est interprétée en deuxième partie lors de la première demi-finale, le 18 mai 2021, étant donné que la répartition des pays participants aux demi-finales reste la même que celle décidée en 2020. Ayant été qualifiée, la chanson est de nouveau interprétée lors de la finale du 22 mai 2021.
Elle termine à la 5e place sur 26 chansons, avec un total de 364 points (derrière l'Italie, la France, la Suisse et l'Islande) dont 97 points venants des jurys et 267 points venants des télévotes (ce qui lui donne la deuxième place pour les télévotes).

## Classements
| Charts (2021)                | Position |
| ---------------------------- | -------- |
| Lituanie (AGATA)             | 16       |
| Ukraine Airplay (FDR Top 40) | 24       |